# تشتت متعدد

مقياس التشتت المتعدد (Polydispersity PDI) هو النسبة بين متوسط الوزن الجزيئي (تبعا للوزن MWw) إلى متوسط الوزن الجزيئي(تبعا للعدد MWn). وهو يعبر عن توزيع الأوزان الجزيئية في البوليمر. في البوليمرات الحيوية، من الممكن أن تكون هذه النسبة قريبة من أو تساوى 1, مما يحدد أنه يوجد طول واحد فقط للبوليمر. في البوليمرات التصنيعية، من الممكن أن تتغير هذه النسبة بشدة بسبب نسبة التفاعل، إلى أي مدى اقتربت عملية البلمرة من النهاية.